# Michael Melchior
Michael Melchior, född den 31 januari 1954 i Köpenhamn, är en dansk-norsk rabbin och israelisk politiker för det vänsterreligiösa partiet Meimad.
Melchior hör till en dansk rabbinfamilj (han är son till överrabbinen Bent Melchior), studerade i Jerusalem där han fick orthodox rabbin ordination vid Yeshivat Hakotel och var rabbin i Oslo i Norge från 1980 till 1986 då han utvandrade til Israel. Han har fortfarande position som norsk överrabbin.  
Hans son Joav Melchior blev rabbin vid synagogan i Oslo i augusti 2006.